# Tieton River
Der Tieton River ist ein Nebenfluss des Naches River im Yakima County im US-Bundesstaat Washington.
Der Tieton River entspringt mit zwei Quellflüssen (engl. „Forks“), dem North Fork Tieton River und dem South Fork Tieton River. Der North Fork stammt vom McCall-Gletscher an der Ostseite von Old Snowy Mountain, Ives Peak und den Goat Rocks, nach denen die Goat Rocks Wilderness benannt ist. Er fließt unter Zufluss weiterer Quellen aus dem Hochgebirge wie dem Tieton Peak in den Clear Lake, danach in das Westende des Rimrock Lake. Der South Fork Tieton River startet am Meade-Gletscher an der Ostseite des Gilbert Peak, der gleichfalls Teil der Goat Rocks ist. Dem South Fork fließen einige Bäche zu. Er fließt generell nach Norden und tritt in den Rimrock Lake nahe dessen Ostende ein.
Der Rimrock Lake ist ein künstlicher Stausee, der vom Tieton Dam gebildet und durch das United States Bureau of Reclamation gemanagt wird. Der See speichert Wasser für die Beregnung, die Teil des Yakima-Projekts des Bureau of Reclamation ist. Der eigentliche Tieton River fließt aus dem Rimrock Lake am Tieton Dam ab. Er fließt generell ostwärts und mündet nahe der Stadt Tieton in den Naches River.